# Götlunda församling, Strängnäs stift
Götlunda  församling var en församling i Strängnäs stift i Arboga kommun i Västmanlands län (Närke). Församlingen uppgick 2006 i Arbogabygdens församling.

## Administrativ historik
Församlingen har medeltida ursprung. 1449 införlivades Lungers församling. 
Församlingen utgjorde till 1975 ett eget pastorat för att därefter till 2006 ingå i pastorat med Arboga stadsförsamling som moderförsamling och området överfördes då 1975 till Västerås stift. Församlingen uppgick 2006 i Arbogabygdens församling.

## Kyrkor
- Götlunda kyrka